# Hu Bo
Hu Bo (胡波S, Hú BōP; Jinan, 20 luglio 1988 – Pechino, 12 ottobre 2017) è stato un regista e scrittore cinese.
I suoi testi sono stati pubblicati con lo pseudonimo Hu Qian (胡遷S, Hú QiānP) ed è principalmente conosciuto per il suo primo e unico lungometraggio An Elephant Sitting Still (2018).

## Biografia
Nato nel 1988 a Jinan, Shandong, Cina, Hu Bo studiò all'Accademia cinematografica di Pechino, dove ottenne il diploma in regia nel 2014. Si suicida il 12 ottobre del 2017, poco dopo aver diretto Man in the Well.

## Pubblicazioni

### Romanzi
- Huge Crack (大裂) (2017)
- Bullfrog (牛蛙) (2017)
- Farewell to the Faraway (远处的拉莫) (2018, postumo)

## Filmografia

### Lungometraggi
- An Elephant Sitting Still (2018, postumo)

### Cortometraggi
- Distant Father (2014)
- Night Runner (2014)
- Man in the Well (2017)